# Mundalli, Bhatkal
Mundalli là một làng thuộc tehsil Bhatkal, huyện Uttar Kannad, bang Karnataka, Ấn Độ.